# 나쓰카 요시히로
나쓰카 요시히로(일본어: 名塚 善寛, 1969년 10월 7일 ~ )는 일본의 전 축구 선수이다.

## 구단 경력
1988년 일본 사커 리그의 후지타 공업(벨마레 히라쓰카)에 입단했다. 1994년에 천황배 우승을 차지했다. 1998년까지 259경기에 출전하여, 14득점을 넣었다. 1999년 J2리그의 콘사돌레 삿포로로 이적했다. 2000년 J2리그 우승으로 J1리그로 승격했다. 2001년후 현역 은퇴.

## 국가대표팀 경력
그는 1994년 기린컵에 참가할 일본 국가대표팀에 발탁되었으며, 5월 22일 오스트레일리아와의 경기에서 데뷔했다. 1994년 아시안 게임, 1995년 킹 파흐드컵에도 출전했다. 그는 1995년까지 국제 A매치 통산 11경기에 출전, 1득점을 넣었다.

## 통계
| 일본 | 일본 | 일본 |
| 연도 | 출전 | 득점 |
| ---- | ---- | ---- |
| 1994 | 9    | 1    |
| 1995 | 2    | 0    |
| 통산 | 11   | 1    |